# Jarmo Myllys
Jarmo Myllys (* 29. května 1965) je bývalý finský profesionální hokejový brankář.
Je vysoký 173 centimetrů, váží 78 kilogramů. Přes svůj poměrně malý (na hokejistu) vzrůst se stal jedním z historicky nejlepších finských brankářů.
Jarmo Myllys zahájil svou profesionální kariéru v roce 1984 v týmu finské ligy Ilves Tampere, v letech 1986 až 1988 hrál za další finský tým Lukko Rauma. V letech 1988 až 1992 hrál v severoamerických soutěžích – většinou v nižších, do NHL se mu příliš nedařilo proniknout, odchytal v ní pouze 39 zápasů.
Po návratu do Evropy následovala jedna sezóna v Lukko Rauma a pak sedm sezón (1994 až 2001) dlouhé angažmá ve švédském klubu Luleå HF, které je spojeno s Myllysovými největšími úspěchy jak v klubu, tak ve finské reprezentaci. Profesionální kariéru ukončil ve věku 40 let v roce 2005.
S finskou reprezentací získal Jarmo Myllys tři olympijské medaile (stříbrnou v roce 1988, bronzovou v letech 1994 a 1998). Doslova národním hrdinou se stal v roce 1995, kdy měl zásadní podíl na vítězství Finska na mistrovství světa. Za reprezentaci odchytal celkem 188 utkání.